# Sergueï Lagoutine
Sergueï Lagoutine (en russe : Сергей Лагутин; en ouzbek : Sergey Lagutin) (né le 14 janvier 1981 à Fergana, en République socialiste soviétique d'Ouzbékistan) est un coureur cycliste de citoyenneté russe mais étant ouzbèke jusqu'en 2013, professionnel depuis 2004. Il court et s'entraîne essentiellement en Europe. Il a retrouvé la nationalité russe fin 2013.

## Biographie
En 2001, Sergueï Lagoutine participe aux championnats du monde à Lisbonne au Portugal. Il y prend la 21e place de la course en ligne des moins de 23 ans. Il est à nouveau présent aux championnats du monde de 2002, à Zolder en Belgique. Il s'y classe 4e de la course en ligne des moins de 23 ans. En 2003, il connait une troisième participation aux championnats du monde, à Hamilton au Canada. Il devient champion du monde des moins de 23 ans. Il remporte également durant cette saison Paris-Roubaix espoirs, le Trophée Matteotti espoirs, la Roue tourangelle. Il termine l'année à la troisième place du classement UCI des moins de 23 ans.
Sergueï Lagoutine devient coureur professionnel en 2004 dans l'équipe belge Landbouwkrediet-Colnago. En 2006 et 2007, il court pour l'équipe américaine Navigators Insurance. Il revient en Europe en 2008, dans l'équipe Cycle Collstrop. Il rejoint en 2009 l'équipe néerlandaise Vacansoleil, qui reprend une partie des coureurs de l'équipe Cycle Collstrop.
Fin 2013, l'équipe Vacansoleil disparaît. Lagutine est engagé par l'équipe russe RusVelo. En 2015, il est recruté par l'équipe Katusha.

## Palmarès
- 2002
  - 4e étape du Tour de Thuringe
  - Gran Premio Madonna delle Grazie
  - 2e de la Roue tourangelle
  - 3e du Trofeo Banca Popolare Piva
  - 3e de la Flèche ardennaise
  - 4e du championnat du monde sur route espoirs
- 2003
  -  Champion du monde sur route espoirs
  - Trofeo Industria e Commercio Comune di Triuggio
  - Roue tourangelle
  - Trophée Holcim
  - Trophée Matteotti espoirs
  - Paris-Roubaix espoirs
  - Gran Premio Ezio Del Rosso
  - 2e du championnat d'Ouzbékistan sur route
  - 2e du championnat d'Ouzbékistan du contre-la-montre
  - 2e du Trophée Rigoberto Lamonica
  - 2e du Gran Premio Madonna delle Grazie
  - 3e du Trofej Plava Laguna 2
- 2004
  -  Champion d'Ouzbékistan du contre-la-montre
  - 2e du championnat d'Ouzbékistan sur route
- 2005
  -  Champion d'Ouzbékistan sur route
  -  Champion d'Ouzbékistan du contre-la-montre
  - Championnat des Flandres
- 2006
  -  Champion d'Ouzbékistan sur route
  - 3e étape du Tour de Beauce
  - Tour de Toona :
    - Classement général
    - 6e étape

  - 1re étape du Tour de l'Utah
  - 2e du  championnat d'Ouzbékistan du contre-la-montre
  - 2e de la Reading Classic
  - 2e du Tour de Beauce
  - 3e de la Cascade Cycling Classic
  - 3e du Grand Prix Jef Scherens
- 2007
  - 1re étape du Tour de Rhénanie-Palatinat
  - 2e du Hel van het Mergelland
- 2008
  -  Champion d'Ouzbékistan sur route
  - Tour de Corée-Japon :
    - Classement général
    - 5e étape

  - 2e du championnat d'Ouzbékistan du contre-la-montre
- 2009
  -  Champion d'Ouzbékistan sur route
- 2010
  -  Champion d'Ouzbékistan sur route
- 2011
  -  Champion d'Ouzbékistan sur route
- 2012
  -  Champion d'Ouzbékistan sur route
  - Grand Prix du canton d'Argovie
  - 5e de la course en ligne des Jeux olympiques
- 2014
  - 1re étape du Grand Prix de Sotchi
  - Mayor Cup
  - 3e étape des Cinq anneaux de Moscou
  - 2e du Grand Prix de Sotchi
  - 2e du Grand Prix d'Adyguée
  - 2e des Cinq anneaux de Moscou
  - 3e du Tour d'Almaty
- 2015
  - 3e du championnat de Russie sur route
  - 3e du Tour de Wallonie
- 2016
  - 8e étape du Tour d'Espagne
  - 3e du championnat de Russie sur route

### Résultats sur les grands tours

#### Tour de France
1 participation
- 2013 : 83e

#### Tour d'Espagne
4 participations
- 2009 : 104e
- 2011 : 15e
- 2012 : 46e
- 2016 : 71e, vainqueur de la 8e étape

#### Tour d'Italie
4 participations
- 2011 : 91e
- 2012 : 32e
- 2015 : 72e
- 2017 : 157e

### Classements mondiaux
| Année                  | 2005 | 2006 | 2007 | 2008 | 2009 | 2010 | 2011 | 2012 | 2013 | 2014 | 2015 |
| ---------------------- | ---- | ---- | ---- | ---- | ---- | ---- | ---- | ---- | ---- | ---- | ---- |
| Calendrier mondial UCI |      |      |      |      |      | 200e |      |      |      |      |      |
| UCI World Tour         |      |      |      |      |      |      | 137e | nc   | nc   |      | 181e |
| UCI America Tour       |      | 10e  | 10e  |      |      |      |      |      |      |      |      |
| UCI Asia Tour          | 10e  | 42e  |      | 10e  | 59e  | 55e  |      |      |      | 117e |      |
| UCI Europe Tour        | 70e  | 198e | 150e | 202e | 539e | 268e |      |      |      | 18e  |      |
| UCI Oceania Tour       |      |      | 49e  |      |      |      |      |      |      |      |      |

## Distinctions
- Oscar TuttoBici des moins de 23 ans : 2003